# Химитли (Драмско)
Химитли (на гръцки: Αγάπη, Агапи, до 1927 година Χιμιτλή, Химитли) е бивше село в Гърция, част от дем Доксат на област Източна Македония и Тракия.

## География
Селото е в подножието на планината Ярум Кая, на 140 m надморска височина, на километър източно от Органджи (Кирия).

## История
В началото на XX век селото е турско. В 1913 година има 470 жители, а в 1920 година 519. След изселването на турците в средата на 20-те години по Лозанския договор, в селото са заселени много семейства гърци бежанци с 597 души. В 1927 година името на селото е сменено на Агапи. През 40-те години е присъединено към Органджи.
| Година    | 1913 | 1920 | 1928 | 1940 | 1951 | 1961 | 1971 | 1981 | 1991 | 2001 | 2011 | 2021 |
| --------- | ---- | ---- | ---- | ---- | ---- | ---- | ---- | ---- | ---- | ---- | ---- | ---- |
| Население | 470  | 519  | 597  |      |      |      |      |      |      |      |      |      |